# Lodwar
Lodwar je město v severozápadní Keni, které je správním střediskem okresu Turkana. Nachází se na řece Turkwel mezi slaným jezerem Turkana a pohořím Loima 500 km od hlavního města Nairobi. V Lodwaru žije přibližně 83 tisíc obyvatel.
Město bylo založeno v roce 1933. Odlehlá lokalita sloužila v koloniálním období k internaci politických odpůrců včetně pozdějšího prezidenta Jomo Kenyatty. Lodwar patří k nejchudším městům v Keni s vysokou mírou negramotnosti. Obyvatelé se věnují pastevectví a košíkářství.
Rozvíjí se turistický ruch, okolní oblast je proslulá četnými nálezy pravěkých hominidů. Nedaleko města se nachází národní park Sibiloi. Město má letiště a prochází jím silnice A1 vedoucí do Jižního Súdánu. Vládne zde aridní podnebí s průměrnými denními teplotami okolo 30 °C. V okolí byly objeveny zásoby ropy.